# Lucas Papademos
Lucas Papademos (greacă Λουκάς Παπαδήμος, Loukas Papadimos; n. 11 octombrie 1947, Atena, Regatul Greciei) este un economist grec, care a fost prim-ministrul Greciei din 11 noiembrie 2011 până în mai 2012. Anterior, el a fost guvernatorul Băncii Greciei din 1994 până în 2002 și vicepreședinte al Băncii Centrale Europene din 2002 până în 2010.